# Sergio Markarián
Sergio Apraham Markarián Abrahamian (ur. 1 listopada 1944 w Montevideo) – urugwajski trener piłkarski.
Markarián urodził się w stołecznym mieście Montevideo, w rodzinie o ormiańskich korzeniach. W 1951 roku wyemigrował do Argentyny, gdzie trzy lata później rozpoczął treningi w drużynach juniorskich zespołu Club Atlético Lanús. Występował na pozycji prawego obrońcy lub pomocnika, jednak w wieku siedemnastu lat porzucił grę w piłkę na rzecz nauki. Studiował ekonomię na uniwersytecie w Buenos Aires, po czym powrócił do ojczyzny, rozpoczynając pracę w przedsiębiorstwie zajmującym się dystrybucją paliw i niebawem awansował nawet stanowisko dyrektora generalnego. Pod wpływem występów reprezentacji Urugwaju na Mistrzostwach Świata 1974 postanowił jednak odejść z dotychczasowej pracy i w 1975 roku ukończył kurs trenerski na uniwersytecie Instituto Superior de Educación Física de Uruguay w Montevideo.
Pierwszą pracę w roli szkoleniowca Markarián podjął w ekipie Bella Vista, zostając trenerem juniorów. Z młodzieżową drużyną dwukrotnie wywalczył mistrzostwo Urugwaju, co zaowocowało przejęciem pierwszego zespołu Bella Vista. W sezonie 1976 awansował z nim do urugwajskiej Primera División i tam triumfował w towarzyskim turnieju Torneo de Receso Año Internacional Del Niño. W 1980 odszedł do Danubio, natomiast rok później został opiekunem River Plate Montevideo. Z tą ekipą zakwalifikował się do Copa Libertadores, pokonując w turnieju eliminacyjnym Peñarol i Nacional. Dał także zadebiutować w najwyższej klasie rozgrywkowej przyszłemu reprezentantowi kraju, Carlosowi Aguilerze. Kilka miesięcy później, podczas drugiego pobytu w Danubio, odkrył natomiast talent Rubéna Sosy i dostał się do Liguilli Pre-Libertadores, przez którą jednak nie zdołał awansować do Pucharu Wyzwolicieli.
W 1983 roku Markarián podpisał umowę z paragwajskim Club Olimpia z siedzibą w stołecznym Asunción. Już w swoich premierowych rozgrywkach wywalczył z Olimpią mistrzostwo Paragwaju. W tym kraju pracował przez kolejne dziesięć lat, nie licząc krótkiego epizodu w ojczyźnie, gdzie trenował Nacional w 1987 roku. Po jednym sezonie został szkoleniowcem Club Libertad, z którym doszedł do ćwierćfinału Copa Libertadores (sukces ten powtórzył także później, jako trener Sol de América i Cerro Porteño). W późniejszym czasie powrócił do Olimpii, z którą osiągnął kolejny tytuł mistrzowski w rozgrywkach 1985, natomiast rok później wicemistrzostwo. Dotarł również do półfinału Copa Libertadores. W 1988 roku, trenując Sol de América, zdobył tytuł wicemistrza Paragwaju, a w 1989 triumfował w turnieju Torneo República, w którym brały udział wyłącznie zespoły z miasta Asunción. Zarówno rozgrywki República, jak i towarzyski Torneo de Honor wygrał w roli szkoleniowca Cerro Porteño w 1991.
W 1992 roku Markarián przyjął propozycję paragwajskiej federacji, obejmując reprezentację olimpijską tego kraju, złożoną z piłkarzy do lat 23. Zajął z nią pierwsze miejsce na południowoamerykańskim turnieju eliminacyjnym i zakwalifikował się na Igrzyska Olimpijskie w Barcelonie. Tam z kolei Paragwajczycy doszli do ćwierćfinału, zajmując piąte miejsce na olimpiadzie. W 1993 roku został trenerem peruwiańskiego Universitario de Deportes, z którym już w premierowym sezonie wywalczył mistrzostwo, a w rozgrywkach 1995 osiągnął tytuł wicemistrzowski. Sukcesy te zaowocowały przejściem do najmocniejszego wówczas zespołu w kraju – Club Sporting Cristal, z którym zdobył kolejne mistrzostwo Peru i w 1997 roku doszedł aż do finału Copa Libertadores. Tam Sporting Cristal okazał się jednak gorszy w dwumeczu od brazylijskiego Cruzeiro EC.
Dzięki osiągnięciom odnoszonym w Ameryce Południowej Markarián podpisał umowę z grecką drużyną Ionikos FC, którą trenował w sezonie 1998/1999. Zajął wówczas z Ionikosem wysokie, piąte miejsce w lidze, awansując do rozgrywek Pucharu UEFA, jednak niedługo potem przyjął ofertę pracy na stanowisku selekcjonera reprezentacji Paragwaju. W 2001 roku wziął z nią udział na turnieju Copa América, gdzie po dwóch remisach i porażce jego piłkarze zajęli ostatnie miejsce w grupie. Z paragwajską kadrą narodową zdołał zakwalifikować się na Mistrzostwa Świata 2002 w Korei i Japonii, lecz zaraz po tym sukcesie został zwolniony z powodu słabej postawy reprezentacji w dwóch ostatnich meczach eliminacyjnych (porażki 1:3 z Wenezuelą i 0:4 z Kolumbią). Zastąpił go Włoch Cesare Maldini, który poprowadził Paragwaj na światowym czempionacie, dochodząc do 1/8 finału. Za kadencji Markariána paragwajska kadra znajdowała się regularnie w pierwszej dziesiątce rankingu FIFA.
Na początku 2002 roku Markarián powrócił do Grecji, w połowie sezonu 2001/2002 zostając szkoleniowcem jednego z najbardziej utytułowanych klubów w kraju – Panathinaikos AO. W swoich pierwszych rozgrywkach doszedł z Panathinaikosem do ćwierćfinału Ligi Mistrzów, gdzie odpadł po przegranym dwumeczu z FC Barcelona; zdołał również zająć trzecie miejsce w lidze, premiowane awansem do Pucharu UEFA. W maju 2002 mimo dobrych wyników zrezygnował ze stanowiska trenera, tłumacząc swoją decyzję chęcią odpoczynku od futbolu, jednak już po pięciu miesiącach ponownie został zatrudniony przez Panathinaikos. W sezonie 2002/2003 dotarł z ekipą z Aten do ćwierćfinału Pucharu UEFA – tam, mimo zwycięstwa w wyjazdowym spotkaniu po bramce Emmanuela Olisadebe, odpadł po dogrywce w meczu rewanżowym z prowadzonym przez José Mourinho zespołem FC Porto, który okazał się później triumfatorem rozgrywek. Wywalczył także wicemistrzostwo Grecji – jego piłkarze uzbierali tyle samo punktów co Olympiakos SFP, lecz z powodu gorszego bilansu bramkowego zajęli dopiero drugie miejsce w ligowej tabeli. Jego podopiecznymi w Panathinakosie było pięciu zawodników, którzy w 2004 roku wraz z reprezentacją Grecji zwyciężyli w Mistrzostwach Europy w Portugalii – Jurkas Seitaridis, Angelos Basinas, Konstandinos Chalkias, Janis Gumas oraz Dimitris Papadopulos.
W rozgrywkach 2004/2005 Markarián trenował trzeci już w karierze grecki klub – Iraklis FC, z którym zdołał utrzymać się w Superleague Ellada. W 2005 roku podpisał umowę z paragwajskim Club Libertad, którego szkoleniowcem był także 22 lata wcześniej. Podczas drugiego już pobytu w Libertadzie dwa razy z rzędu zdobywał mistrzostwo kraju – w sezonach 2006 i 2007. W późniejszym czasie odszedł do meksykańskiego stołecznego zespołu Cruz Azul, gdzie podczas fazy Apertura 2007 osiągnął tytuł wicemistrzowski, przegrywając z dwumeczu finałowym z Santos Laguną. W tym samym roku triumfował również w towarzyskim turnieju Copa Panamericana, wygrywając w finale z Boca Juniors. Po roku pracy w Meksyku otrzymał propozycję nowego kontraktu z Cruz Azul, jednak zdecydował się odejść ze stanowiska po różnicy zdań z zarządem odnośnie do polityki transferowej. Mimo oferty z reprezentacji Kostaryki objął ekipę Universidadu de Chile, z którym w wiosennych rozgrywkach Apertura 2008 wywalczył mistrzostwo kraju. Zaraz po tym sukcesie rozwiązał umowę z Universidadem, podobnie jak w Cruz Azul z powodu konfliktu z włodarzami klubu. W 2010 roku powrócił do ojczyzny, po raz trzeci w karierze zostając trenerem Danubio, gdzie pracował bez sukcesów przez dwa miesiące.
W lipcu 2010 Markarián objął stanowisko selekcjonera reprezentacji Peru, która za kadencji jego poprzednika José del Solara zajęła dopiero ostatnie miejsce w eliminacjach do Mistrzostw Świata 2010, nie kwalifikując się na światowy czempionat. W 2011 poprowadził ją do zwycięstwa w towarzyskich rozgrywkach Kirin Cup, kiedy to Peruwiańczycy podobnie jak ich rywale zanotowali dwa bezbramkowe remisy. Kilka tygodni później wziął udział w turnieju Copa América – tam prowadzona przez niego kadra wyszła z grupy i odpadła dopiero w półfinale, po raz pierwszy od 28 lat zajmując trzecie miejsce, natomiast napastnik Peru José Paolo Guerrero został królem strzelców tej edycji południowoamerykańskiej imprezy. Ze stanowiska selekcjonera zrezygnował wraz z końcem eliminacji do Mistrzostw Świata 2014, podczas których prowadzona przez niego kadra zajęła siódmą lokatę, nie kwalifikując się na mundial. Ogółem poprowadził peruwiańską reprezentację w 45 spotkaniach, notując 17 zwycięstw, 14 remisów i 14 porażek.
W lutym 2015 Markarián po dziesięciu latach powrócił do Europy, zostając następcą Claudio Ranieriego w roli selekcjonera reprezentacji Grecji, która fatalnie spisywała się w trwających eliminacjach do Mistrzostw Europy 2016.